# 小行星9810
小行星9810（英語：9810 Elanfiller）是一颗围绕太阳公转的小行星。1998年9月14日，林肯近地小行星研究小组在索科罗发现了此天体。
这颗小行星的绝对星等为188.90987等。